# Dischizocera huzuana
Dischizocera huzuana är en tvåvingeart som beskrevs av Lindner 1965. Dischizocera huzuana ingår i släktet Dischizocera och familjen vapenflugor.
Artens utbredningsområde är Lesotho. Inga underarter finns listade i Catalogue of Life.